# Victa Airtourer

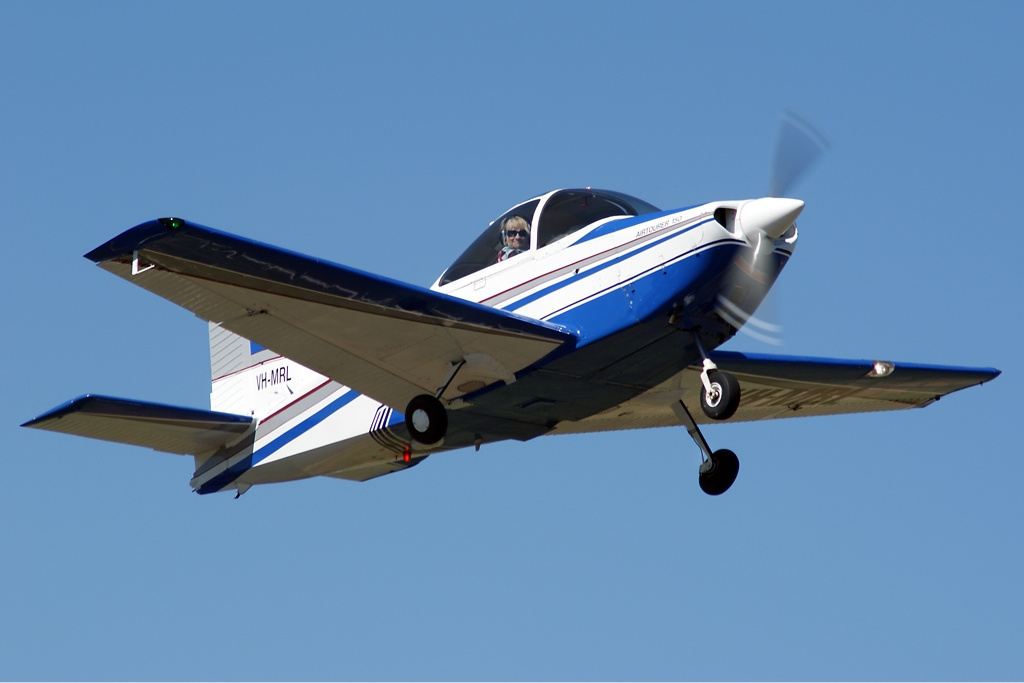
Victa Airtourer

Le Victa Airtourer est un avion monoplan biplace de sport et de tourisme australien. Produit en série en Australie et en Nouvelle-Zélande, il a donné naissance à l'AESL CT/4 Airtrainer.